# SMS Hannover
El SMS Hannover fue el segundo de los cinco acorazados pre-dreadnoughts de la clase Deutschland de la Kaiserliche Marine. Recibía su nombre en honor a la provincia de Hannover en la Baja Sajonia.

## Construcción
Construido en los astilleros Kaiserliche Werft de la ciudad de Wilhelmshaven, la quilla del Hannover fue puesta en grada el 7 de noviembre de 1904 y fue botado el 29 de septiembre de 1905. Tras ser completado, fue dado de alta el 1 de octubre de 1907 con un coste total de 24,3 millones de marcos alemanes de oro. Pero en el momento de ser dados de alta, el Hannover y los otros buques de la clase Deutschland habían quedado obsoletos gracias a la aparición de un nuevo tipo de acorazado, el británico HMS Dreadnought en 1906.
El Hannover y sus gemelos SMS Deutschland, SMS Pommern, SMS Schlesien y SMS Schleswig-Holstein representaban los últimos acorazados pre-dreadnought alemanes. Eran muy similares a sus predecesores de la clase Braunschweig, aunque los Deutschlands estaban mejor blindados.

## Servicio
Tras ser dado de alta, el Hannover fue inicialmente asignado a la segunda escuadra de combate de la Flota de Alta Mar el 13 de febrero de 1908, hasta que fue transferido a la primera escuadra en septiembre de ese mismo año. Permaneció en la primera escuadra hasta 1911, año en que fue devuelto a la segunda escuadra, de la que fue designado buque insignia en 1912. 

### Primera Guerra Mundial
Como miembro de la Flota de Alta Mar y de la segunda escuadra de combate, bajo el mando del almirante Mauve, y aunque estaba ya anticuado, el Hannover y sus gemelos tomaron parte en la Batalla de Jutlandia entre el 31 de mayo y el 1 de junio de 1916. Durante la batalla, disparó un total de 8 proyectiles de 280 mm y 22 de 170 mm, sin que recibiera daños.
Tras Jutlandia, fue enviado a Kiel para efectuar reparaciones y modernizarlo el 4 de noviembre de 1916, siendo usado luego como buque blanco en el mar Báltico. En marzo de 1917 le fueron retirados algunos de sus cañones, y el Hannover fue relegado a misiones de defensa costera el resto de la Primera Guerra Mundial.

### Servicio de posguerra
Una vez finalizada la contienda, bajo los términos del Tratado de Versalles, a Alemania se le permitió mantener algunos de sus obsoletos acorazados pre-dreadnought, incluidos entre ellos el Hannover, que fue dado de baja el 17 de diciembre de 1918. Modernizado en Wilhelmshaven entre 1920 y 1921, volvió al servicio activo como buque insignia de las fuerzas navales alemanas en el Báltico en junio de 1921. 
Continuó en servicio activo en la Armada Alemana de Weimar hasta su baja definitiva el 25 de septiembre de 1931, cuando fue retirado del servicio activo. Desde 1931 hasta 1935, el Hannover sirvió en la Reichsmarine como buque de pruebas para la evaluación de daños por minas. Fue puesto en reserva para su conversión en buque objetivo manejado por control remoto para entrenamiento de aeronaves, pero dicha transformación nunca llegó a llevarse a cabo.
Fue desguazado en Bremerhaven entre 1944 y 1946.